# Vive les gestes
Albums de Regg'Lyss
El gusanillo
(1995)
Vive les gestes est le premier album de Regg'Lyss sorti le 3 septembre 1992.

« Nous n'avons jamais vu la Jamaïque ailleurs que sur des cartes postales. Nous ne nous étions pas fait piquer par ces mystiques de Rastafaris… viens faire un tour en Jamadoc. Avec nous tu n'auras plus besoin de mots. Tu te serviras de ton regard, de ton sourire, de ton cœur et surtout de tes gestes ! »

— Regg'Lyss.

## Liste des titres
| 1.          | Vive les gestes              | Ramade, Levesque            | 4 min 07 s |
| 2.          | Le comptoir                  | Ramade, Levesque            | 4 min 10 s |
| 3.          | Patates crues                | Ramade, Levesque            | 4m53       |
| 4.          | Le rocher                    | Ramade, Levesque            | 3 min 27 s |
| 5.          | Jamadoc                      | Ramade, Levesque            | 3 min 26 s |
| 6.          | En attendant Victor          | Levesque                    | 2 min 47 s |
| 7.          | Regg'Lyss... mets de l'huile | Ramade, Levesque            | 4 min 08 s |
| 8.          | La poupée                    | Ramade, Levesque            | 3 min 56 s |
| 9.          | Pose mes valises             | Ramade, Levesque            | 2 min 32 s |
| 10.         | Tronia treijepine            | Traditionnel Kanak de Lifou | 3 min 38 s |
| 37 min 18 s |                              |                             |            |

## Musiciens
- Doumé Levesque - batterie ;
- Rémi Levesque - guitare rythmique ;
- Bernard Levesque - claviers ;
- Kiki Azéma - percussions ;
- Zawé Fizin - guitare solo ;
- Roland Ramade - chant ;
- Pierre Diaz - saxophone ténor ;
- Alexandre Augé - saxophones alto et soprano ;
- Victor Fanjul - trompette ;
- Kiki Fauquier - trombone.

## Anecdotes
Étant à la croisée d'une signature de distribution avec le groupe Virgin.
Cet album a été produit une première fois sous le label de distribution local « Discadanse, 34 production » et ensuite sous le label de Virgin.
- Le titre de la piste 7, de la première distribution, s'appelle Regg'Lyss, le public et les fans l'ont renommée Mets de l'huile, d'où le nom de Regg'Lyss… Mets de l'huile dans la seconde distribution.
- Quelques coquilles se sont glissées dans les textes :
  - La piste 5, Jamadoc indique une durée de 3 min 36 s sur la jaquette contre 3 min 26 s sur le support cd-audio ;
  - Sur la première édition, la piste 1 indique Vive les geste sur la jaquette et a été corrigée sur la seconde édition ;
  - Sur la jaquette les musiciens : Alexandre Augé (Alexandre Augié) et Victor Fanjul (Victor Fanjuls) ont été corrigés de leurs orthographes.

## Contributions
- Ingénieur du son : Philippe Verdier ;
- Lieux d'enregistrements : Studio de la loge et Studio Lakanal[2].
- Conception graphique : François Bouët[3] ;
- Sonorisation : Alain Ginella ;
- Cargo audio-light[4] (matériels) ;
- Photographies : Marc Ginot[5].

### Arrangements
- Jacques Lyprendi (sampleurs, claviers…) ;
- Rémy Rodriguez[6] (trompette) ;
- Woody[7] (harmonica) ;
- Tony Nuissier[8] (percussions) ;
- Claude Serra (claviers).

### Chœurs
- Claudine Berlier[9] ;
- Cynthia Tabouti ;
- Yvana Kavivioro ;
- Jennifer Neimbo ;
- Sanima Saume ;
- Xomé Hmana ;
- Anne Vincent.